# Мартин Годний
Мартин Годний — львівський будівничий XVII століття.

## Біографія
Член львівського цеху будівничих. У 1640—1643, 1646 і 1648 роках значився у списках старійшин цеху. За припущенням Тадеуша Маньковського, Мартин Годний міг працювати спільно з Войцехом Келяром при будівництві костелу Марії Магдалини (достеменно невідомо коли, але у проміжку між 1612 і 1639 роками). Щоправда, початково, Маньковський називав Яна Годного. Ці припущення не мають документальних підтверджень.
У своєму четвертому заповіті 1640 року будівничий Амвросій Прихильний доручив Годному завершити будівництво шпиталю святого Лазаря у Львові. 1643 року костел згадується, як уже збудований, однак у північній вежі на щоці ніші другого ярусу зберігся напис на тиньку «MARTINV (S) | kow Anno 1659 | Ioannes Pokrzywnicki | Anno Dni 1659». Із цього мистецтвознавець Володимир Вуйцик зробив висновок, що Годний є автором веж з обидвох боків костелу. Дослідник також звертав увагу на стилістичну подібність костелу до будованих у ті часи вірменської церкви Святого Хреста на Замарстинові та вівтарної частини костелу Марії Магдалини. 1670 року виїздив до Поляни щоб оглянути каменоломню, звідки мав постачатись камінь для реконструкції Галицької брами у Львові. Це могло свідчити, що відбудову 1670—1676 років здійснював саме Годний.